# Finanzamt Charlottenburg

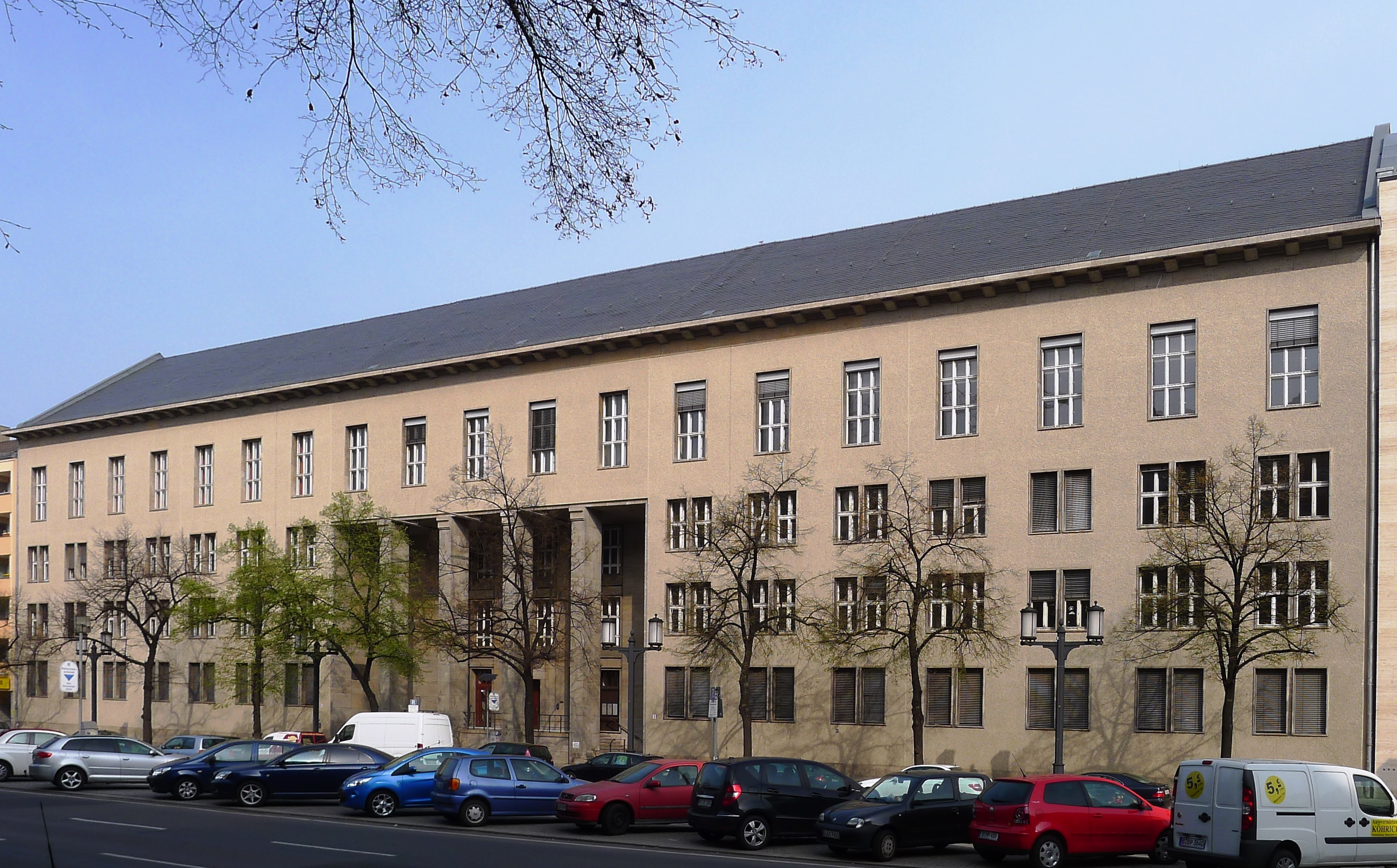
Finanzamt Charlottenburg (Bismarckstraße 48)

Das Finanzamt Charlottenburg ist eine örtliche Behörde der Finanzverwaltung in Berlin und ein Finanzamt der Stadt Berlin. Es untersteht der Senatsverwaltung für Finanzen (Steuerabteilung) in Berlin und hat die Bundesfinanzamtsnummer 1113.

## Aufgaben
Das Finanzamt Charlottenburg ist zuständig für die Besteuerung aller im Bezirk Charlottenburg wohnenden, natürlichen Personen und zusätzlich für den Zahlungsverkehr aller in Berlin ansässigen Finanzämter.

## Gebäude

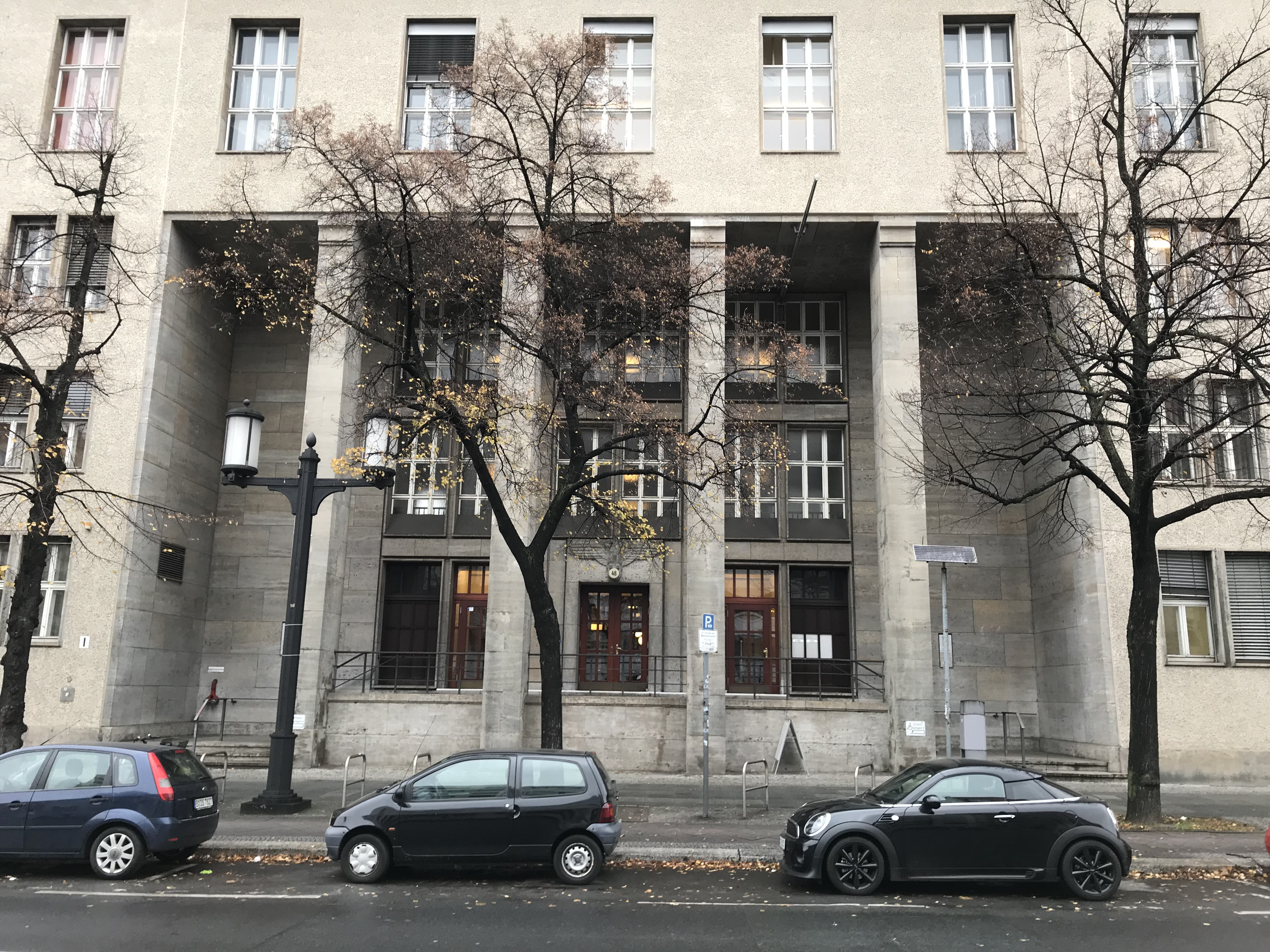
Portal mit Haupteingang

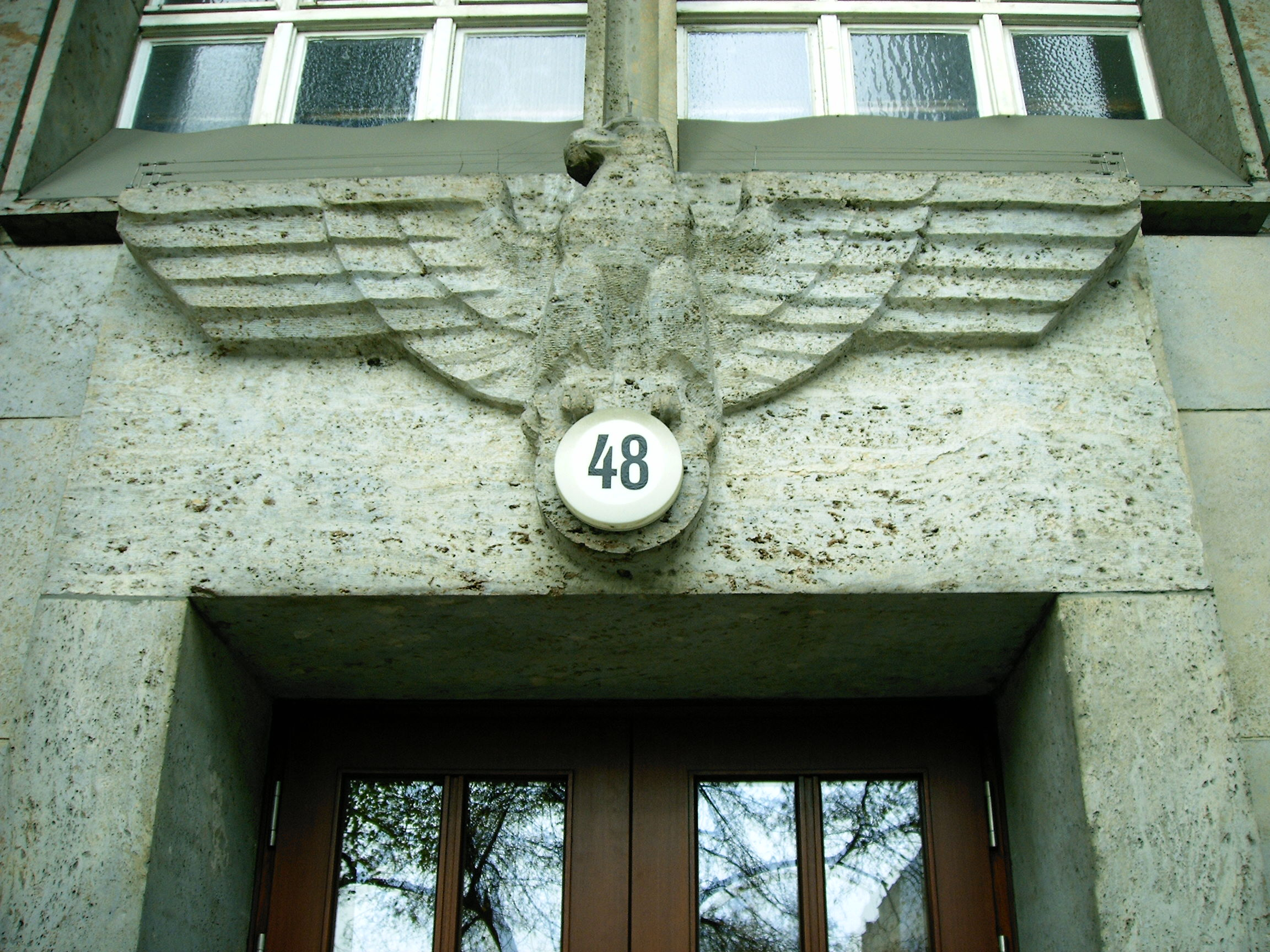
Entnazifizierter Reichsadler am Finanzamt Charlottenburg

Das Finanzamt Charlottenburg wurde 1936–1939 nach Plänen des Architekten Eugen Bruker errichtet und war seinerzeit das größte Finanzamt Berlins. Das Gebäude besteht aus einem repräsentativen Haupttrakt in der Bismarckstraße, einem Mittelflügel und einem rückwärtigen Gebäudeflügel an der Spielhagenstraße. Einen monumentalen Akzent, markiert von vier kantigen Muschelkalkpfeilern, setzt die drei Geschosse hohe Portalnische um den Haupteingang. Der Adler über der Eingangstür fasst ein Hakenkreuz mit seinen Krallen, das heute durch die Hausnummer verdeckt wird. Das Gebäude gehört heute zu den Baudenkmalen des Ortsteils Charlottenburg.